# Ghetto Run Crew
O Ghetto Run Crew (GRC) é um coletivo e movimento cultural brasileiro, fundado em 2013 na Zona Norte do Rio de Janeiro por Júnior Negão. Inicialmente concebido como uma ferramenta para a cultura de rua, o grupo rapidamente se estabeleceu como uma running crew com a missão de criar um espaço seguro para o diálogo, promovendo transformação social, inclusão e ocupação do espaço público. Ao longo do tempo, o GRC evoluiu para integrar esporte, arte e ativismo, conectando comunidades através da corrida, graffiti, música e outras expressões culturais.
Reconhecido internacionalmente, o Ghetto Run Crew é descrito como uma "resistência cultural" que desafia estereótipos, combate o racismo e promove a representatividade da cultura suburbana. Sua contribuição no universo da corrida é notável, popularizando o termo "corre" no Brasil, o que influenciou a linguagem do esporte e inspirou a formação de outros grupos no país e no mundo.

## História

#### Fundação e Origens (2013)
O Ghetto Run Crew foi fundado em 2013 por Júnior Negão, inicialmente sob o nome de Ghetto Running Girls, com o objetivo de empoderar mulheres das periferias do Rio de Janeiro. A proposta era utilizar a corrida como uma ferramenta para a troca de experiências, bem-estar e fortalecimento comunitário, em um contexto onde o acesso a práticas esportivas era frequentemente limitado. O ponto de encontro oficial do grupo é o Estádio Nilton Santos (Engenhão), na Zona Norte do Rio, mas suas atividades se expandiram para diversos bairros periféricos, tanto no Brasil quanto internacionalmente.

#### Evolução e Contracultura
Com a adesão de participantes de diferentes gêneros e origens, o grupo alterou seu nome para Ghetto Run Crew, refletindo sua abertura e diversidade, além de reforçar sua identidade e representatividade. O coletivo se posicionou como uma contracultura, diferenciando-se tanto do "running tradicional" quanto da "cultura de running crews" global. O GRC prioriza a ocupação de espaços marginalizados e a desconstrução de preconceitos, enfrentando desafios como a repressão policial e o racismo, especialmente ao correr à noite em favelas. Apesar desses obstáculos, o grupo consolidou sua filosofia de "respeito e transformação".

#### Reconhecimento Internacional
A partir de 2019, o Ghetto Run Crew alcançou projeção global. Charlie Dark, do Run Dem Crew (Londres), um dos criadores da cultura de running crews, descreveu o GRC como "a running crew mais importante do mundo". A abordagem singular do Ghetto Run Crew, que combina esporte, arte e ativismo, serviu de inspiração para grupos de corrida em outros países, consolidando o subúrbio do Rio de Janeiro como um ícone da cultura de corrida de rua. Além disso, o grupo influenciou a linguagem do esporte no Brasil, com a popularização do termo "corre" em substituição a "correr".

## Filosofia e Objetivos
O Ghetto Run Crew se define como um movimento de "resistência cultural", utilizando o "Corre" para ocupar espaços públicos, promover a inclusão e combater estereótipos associados às periferias. Seus pilares incluem:
- Transformação Social: Incentivar o bem-estar físico e mental, com foco em comunidades marginalizadas.
- Representatividade: Aumentar a visibilidade de indivíduos suburbanos no esporte, destacando figuras historicamente invisibilizadas.
- Ocupação do Espaço Público: Reivindicar ruas e favelas como locais de cultura e convivência, desafiando a violência e a repressão policial.
- Integração Cultural: Combinar o "Corre" (ato de correr) com graffiti, música, pichação, culinária, moda e outras expressões culturais para fortalecer laços comunitários e a economia criativa.

## Atividades e Projetos
O Ghetto Run Crew organiza diversas iniciativas, entre elas:
- Corridas Noturnas: Realizadas frequentemente após a meia-noite.
- Eventos em Parceria: Colaborações com marcas como Nike (Nike + Run Club, 2015; Air Max Day, Pacote de Rua by Ghetto) e Adidas (Adidas Runners, 2020[6]; campanha A Cultura do Pisante em 4 Dimensões, 2021; O Corre e A Correria; Pacote de Rua by Ghetto), promovendo treinos gratuitos e ações culturais.
- Projetos Sociais: Incluem o Ghetto 3x3 (basquete de rua, 2019)[6], em parceria com o Basquete Cruzada, Thug 9 e o Hub RJ, e festivais de graffiti, como o Arte Na Rua Niterói e Arte na Rua Madureira[7], que se tornaram marcos no mercado das Artes Urbanas.
- Grito Ghetto: Evento itinerante que combina pintura de murais, rodas de conversa e corridas, realizado em parceria com grupos como o Calma Clima (exemplo: Belo Horizonte em 2019).
- Ghetto Colletiv: Hub criativo fundado em 2013 para promover arte, cultura e esporte, com foco em economia criativa e inclusão periférica.

## Impacto Cultural
O Ghetto Run Crew redefiniu a cultura da corrida no Brasil, popularizando o termo "corre" e inspirando a criação de outros coletivos. Sua abordagem decolonial e antirracista desafia narrativas dominantes, promovendo a visibilidade de corpos negros e periféricos no esporte. O coletivo também contribuiu para a valorização de subculturas suburbanas e o fortalecimento da economia territorial, gerando "soluções cidadãs" em comunidades com pouco apoio governamental.
Internacionalmente, o GRC é reconhecido como um modelo de inovação sociocultural, exportando a "Ghetto Run Culture" para outras cidades e influenciando a percepção da corrida como ferramenta de transformação. O grupo contribui para a afirmação da potência suburbana como uma fonte de inspiração e um modelo de trabalho replicável globalmente.

## Desafios
O coletivo enfrentou repressão, racismo e exclusão, especialmente nos primeiros anos, quando correr à noite em favelas era visto com suspeita. Gisele Nascimento, cofundadora, enfrentou a dificuldade de ser uma mulher de outra favela (São Paulo) liderando em um novo contexto. Apesar desses desafios, o grupo superou os obstáculos, criando um ambiente seguro e democrático.

## Colaboradores Notáveis
- Júnior Negão: Fundador e líder, precursor da filosofia Ghetto, também conhecido como o "pai do Corre".
- Gisele Nascimento: Co-fundadora e diretora, responsável por projetos socioculturais e novos negócios, como o Ghetto 3x3 e contratos de patrocínio com marcas globais.

## Na Mídia
O Ghetto Run Crew foi destaque em diversos veículos de comunicação, incluindo Gestalten (EUA), Mid Strike Magazine (2023), Veja Rio (2020), Extra (Globo, 2019), I Hate Flash (2019), RAPGOL, O Globo (2018), Runners World e Marie Claire. Uma série documental lançada em 2021 explora o impacto do movimento nas periferias.

## Ver Também
- Cultura de Rua no Brasil
- Arte Urbana no Rio de Janeiro
- Movimentos Sociais no Brasil
- Hip-Hop Brasileiro
- Running Crews